# 丘瓦紐馬山
15°22′9″S 72°13′39″W / 15.36917°S 72.22750°W
丘瓦紐馬山（Chuañuma），是秘魯的山峰，位於該國南部阿雷基帕大區的卡斯蒂利亞省，處於瓦尼亞卡瓜山東南面，屬於安第斯山脈的一部分，海拔高度約5,400米。